# Trance

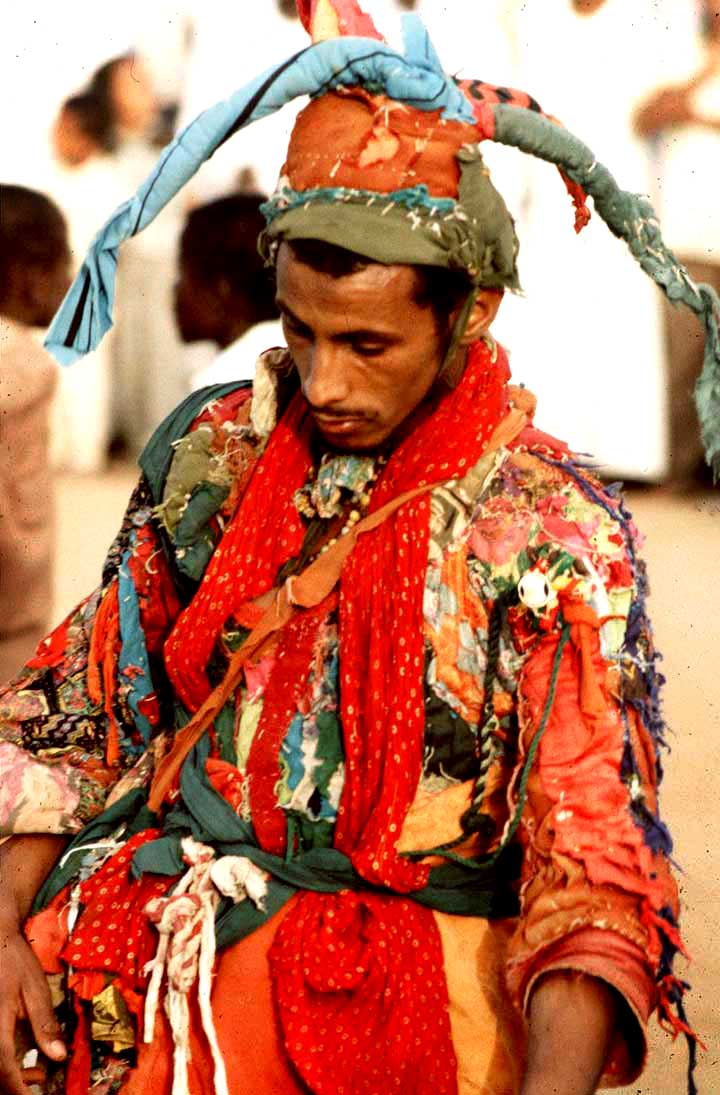
Durch speziellen Tanz in Trance gefallener Derwisch aus dem Sudan (2005)

Trance ([trɑ̃s]; von lateinisch transire „hinübergehen, überschreiten“) ist eine Sammelbezeichnung für veränderte Bewusstseinszustände mit einem intensiven mentalen Erleben. In Abgrenzung zum gewöhnlichen Wachbewusstsein sind diese Zustände durch folgende Merkmale gekennzeichnet:
- eine hochgradige Konzentration auf einen Vorgang
- bei gleichzeitiger sehr tiefer Entspannung
- eine Ausschaltung des logisch-reflektierenden Verstandes

Trancezustände können entweder willentlich (beispielsweise visuelle Imagination im Tagtraum, Selbsthypnose, schamanische Techniken), durch (zugelassene) Fremd-Suggestion (Hypnose), andauernde Aufmerksamkeit auf eintönige Reize (beispielsweise Vigilanz, mentale Vertiefung, Orgasmus) oder durch Erkrankungen (pathologische Trance- und Besessenheitszustände) ausgelöst werden.
Von der letztgenannten Trance abgesehen, sind der Wille und ein spezieller Auslöser notwendige Bedingungen zum Entstehen von Trancen. In Bezug auf Drogen ist dies sehr ambivalent, da diese häufig mit einer bestimmten Absicht eingenommen werden. Darüber hinaus hat der kulturelle oder religiöse Hintergrund der Person einen entscheidenden Einfluss auf die Art und Tiefe des Zustandes.
Jede Trance ist in unterschiedlich starker Intensität mit einer Einengung des Bewusstseins verbunden: Die Sinneswahrnehmungen und das Gefühl der persönlichen Identität (Ichbewusstsein) werden vorübergehend stark eingeschränkt oder ganz ausgeblendet.

## Körperliche und geistige Veränderungen
Trancen führen zu verschiedenen vorübergehenden geistigen Veränderungen, die jedoch subjektiv meist anders wahrgenommen werden:
- Einengung von Wahrnehmung und Aufmerksamkeit
- entweder negative (Ausblenden realer Dinge) oder positive Halluzinationen (Einbilden irrealer Dinge)
- deutlich verringertes oder aber gesteigertes Erinnerungsvermögen
- verändertes Zeitempfinden (Dehnung oder Stillstand)
- spezielles Gefühl der Kontrolle
- besondere Emotionalität

und körperlichen Veränderungen:
- veränderter Muskeltonus (entweder Starre oder Hyperaktivität)
- unwillkürliche Bewegungen (z. B. Carpenter-Effekt)
- Schmerz- und Empfindungslosigkeit

Es gibt keine allgemeingültige Definition von Trance. Die obige Begriffserläuterung bildet den kleinsten gemeinsamen Nenner verschiedener Definitionen.

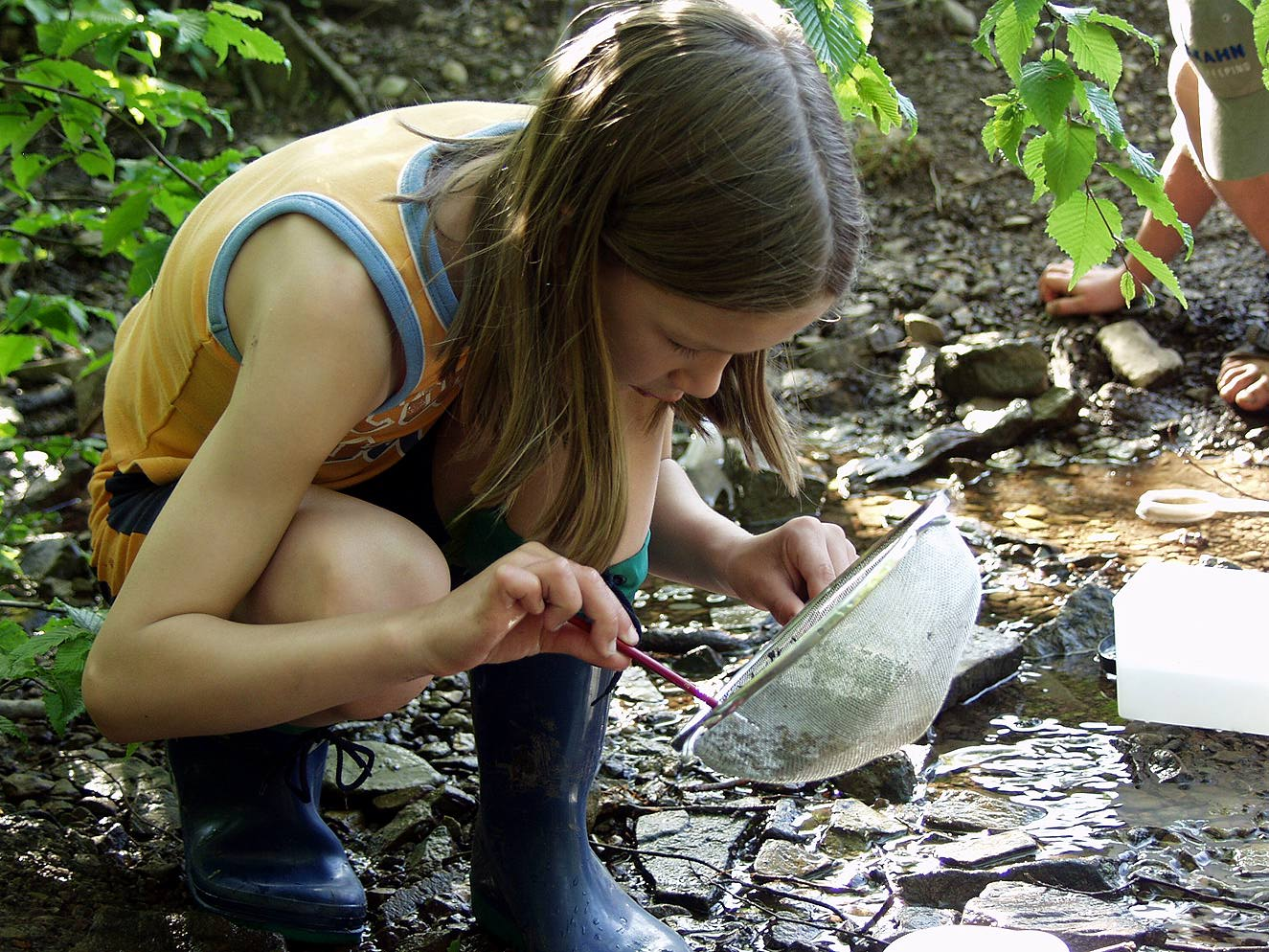
Die häufig bei Kindern zu beobachtende hoch konzentrierte Versenkung in eine Tätigkeit wird bisweilen bereits als „leichte Trance“ bezeichnet

Die verstärkte Fokussierung der Aufmerksamkeit auf bestimmte Aspekte des sensualen Erlebens geht, je nach Tiefe des Trancezustandes, mit einer schwach oder stark herabgesetzten Wachheit einher. Wissenschaftlich werden die Wachheitsgrade als Vigilanzstadien bezeichnet.
Der Bewusstseinsforscher Charles Tart beschreibt den Zustand der durchschnittlichen oder normalen Aufmerksamkeit als Alltagstrance. Die Aufmerksamkeit in ihrer gesellschaftlichen Konstitution und Funktion bezeichnet Tart als Konsensustrance. In dieser Perspektive gilt jede Art von Konzentration als Trance, so dass sich Hypnose als der höchstgradige im Wachen erreichbare Konzentrationszustand erweisen würde.
Auch bei verschiedenen Beschäftigungen, die eine hohe Konzentration erfordern, sowie in (psychischen) Extremsituationen können tranceähnliche Bewusstseinszustände auftreten.

## Auslöser
Zur Auslösung einer Trance, die weder durch eine Droge induziert noch traumatisch erzeugt ist, werden mehrfach und schleifenartig bestimmte Reizmuster wiederholt. Eine Trance wird mit einer höheren Anzahl von Wiederholungen tiefer. Die meisten Reize stützen sich auf repetitive, sprachliche und rhythmische Sinnesreize und Bewegungen wie Trommelmusik, Tanzen, Gesänge, Lichtblitze und Mantren sowie sich wiederholende sprachliche Beeinflussung. Hierzu zählt auch die Verbindung einer rhythmischen Trancemusik mit visuellen Stimulationen. Typisch ist diese Kombination von Musik mit Lichteffektanlagen auf Konzerten und in Diskotheken.
Zum Beispiel bestehen Trommelrhythmen aus einzelnen Tönen, welche zusammen ein Thema bilden. Durch Wiederholung und Abwandlung kann dann die Trance gesteuert werden. Doch treten manche Trancezustände ziemlich häufig und unbemerkt bei allen Menschen auf. Manchmal genügt schon ein monotones Geräusch wie etwa das einer Maschine, sofern es lange genug gehört wird. Nimmt eine Person ein solches Geräusch dann nicht mehr wahr, obwohl es noch besteht, handelt es sich höchstwahrscheinlich bereits um eine Art Trance.
Ähnliche Wirkungen zeigen sich nach der Einnahme von Drogen, wobei die Effekte nicht immer erwünscht sind.

## Neurologisches Modell
Bei allen tranceartigen Bewusstseinszuständen können ähnliche neurologische und körperliche Prozesse beobachtet werden. So ist der Beginn der Trance oft durch Steifheit des Körpers, Schwitzen und schweres Atmen gekennzeichnet. Für bestimmte mentale Zustände haben David Lewis-Williams und Thomas Dowson 1988 das folgende „neurologische Modell“ beschrieben.
Trance und andere Rauschzustände werden durch „Hyper-Erregung“ oder einen „Hyper-Ruhezustand“ erreicht. In beiden Fällen kommt es zu einer Verlangsamung der summierten elektrischen Aktivität im Gehirn. Die Bewusstseinsveränderungen gliedern sich nach dem neurologischen Modell in drei Phasen:
- In der ersten Phase werden zum Beispiel Lichterscheinungen und geometrische Formen wie Punkte, Zickzackstreifen, Gitter, parallele Linien und Mäanderlinien wahrgenommen. Diese Erscheinungen werden als Phosphene („eingebildete Lichtwahrnehmungen“) bezeichnet.

- In der zweiten Phase entstehen verschiedene geometrische Formen, die von den Betroffenen – je nach ihrem kulturellen oder religiösen Hintergrund – als sinnhafte Symbole aufgefasst werden.

- In der dritten Trancephase erscheint eine Art Strudel oder wirbelnder Tunnel, der den Menschen anzusaugen scheint. In dieser Phase werden tiefreichende Erfahrungen wie synästhetische Wahrnehmung (Verschmelzen verschiedener Sinnesreize), das Verlassen des eigenen Körpers oder das Eintreten in andere Wirklichkeitsebenen („Jenseits“, „Geisterwelt“ u. Ä.) erlebt. Die Eindrücke dieser dritten Trancephase werden auch häufig über sogenannte Nahtoderfahrungen berichtet.

In Trancezuständen treten optische, somatische (Körperwahrnehmung) und akustische Halluzinationen auf. Dinge werden größer oder kleiner „gesehen“, als sie eigentlich sind. Häufig erscheinen visuelle Halluzinationen wie übereinander folgend und dann ineinander verlaufend (palimpsestartig). Somatische Halluzinationen gehen mit dem Gefühl einher, dass sich der eigene Körper in einen anderen verwandelt, beispielsweise in ein Tier. Hinzu kommt, dass man in Trance oftmals fließendes Wasser wahrnimmt und das Gefühl hat, darin zu schweben oder zu schwimmen. Solche Wahrnehmungen hängen vor allem mit Veränderungen in der Amygdala (Hirnareal) zusammen, das mitunter für die Orientierung im Raum sowie für das Empfinden von Furcht und Aggression verantwortlich ist.
Auf der Grundlage dieses Modelles hat Lewis-Williams anhand von Vergleichen mit Felsbildern in Südafrika eine populäre Theorie eines prähistorischen Schamanismus entwickelt. Die Schlussfolgerungen werden von vielen Kritikern jedoch als hoch spekulativ betrachtet.

## Formen

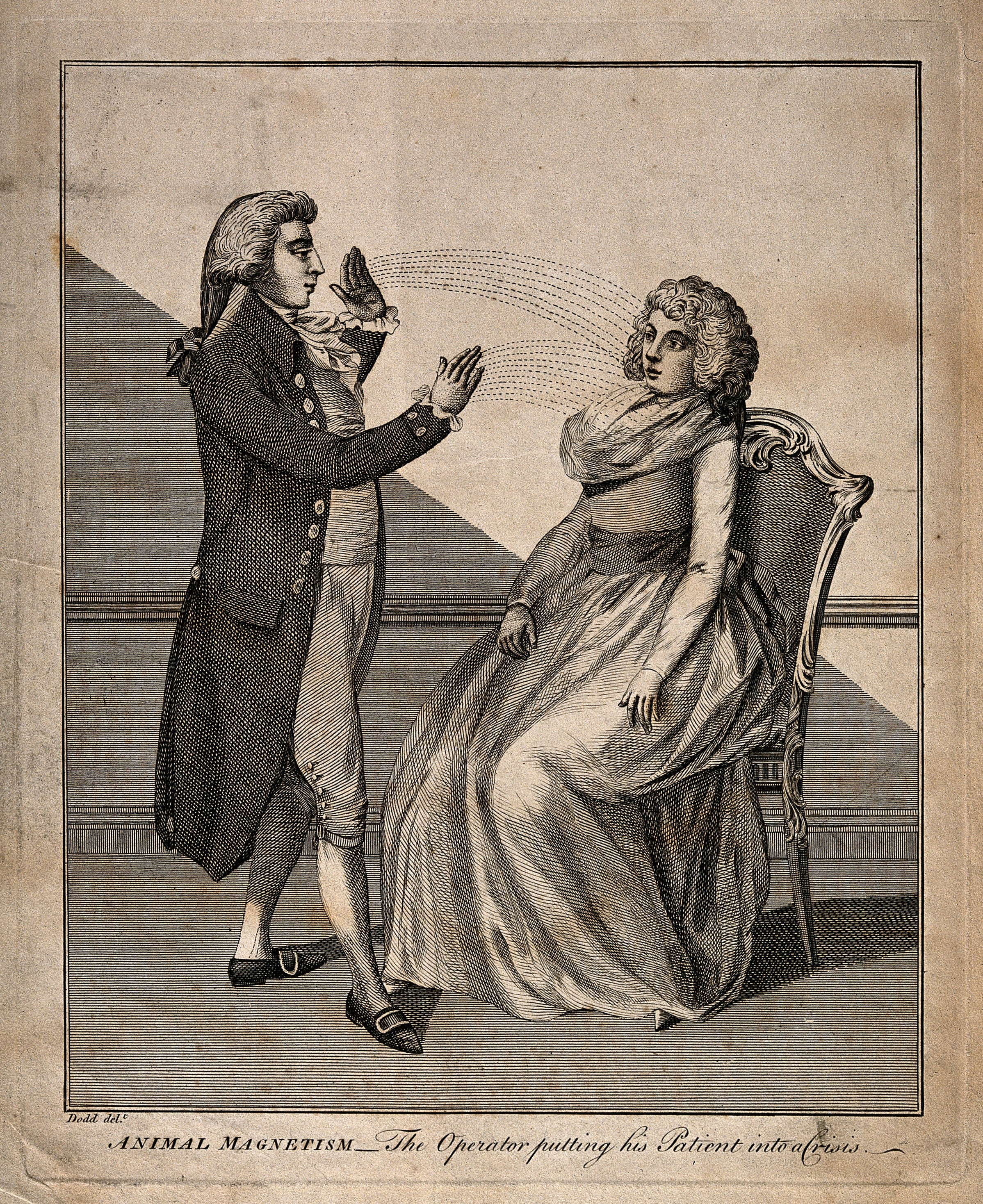
Das Verfahren der Hypnose ist ein relativ moderner Weg zur Trance

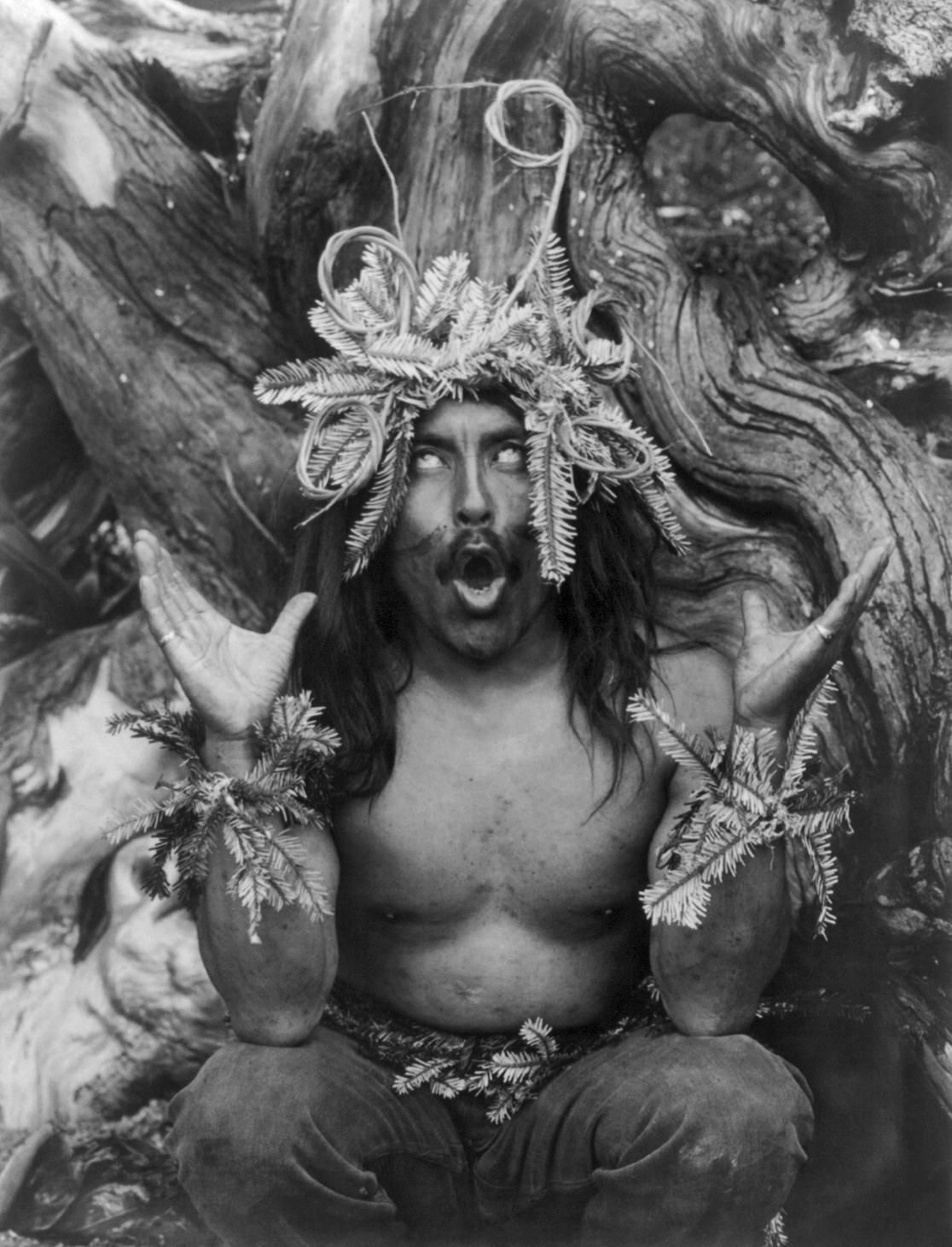
Bestimmte rituelle Körperhaltungen …

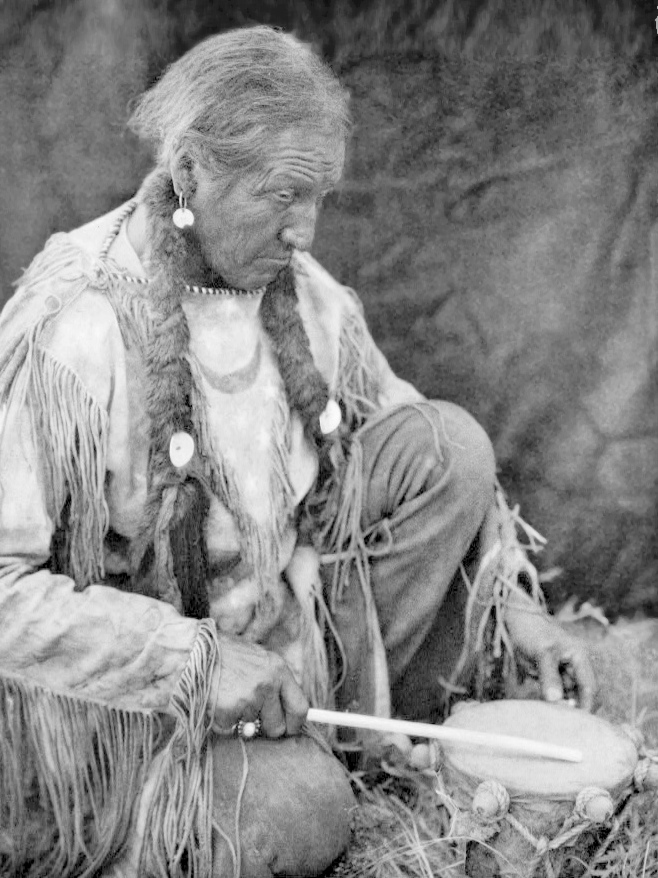
… und rhythmische Klänge sind die kulturell überlieferten Wege zur Trance

### Übergangsformen
Tagträume, Fantasiereisen oder der kreative Flow sind meist willentlich herbeigeführte und bewusst gesteuerte Konzentrationen, die große Teile der Wahrnehmung ausblenden. Solche Phänomene werden entweder als Vorstufen oder bereits als leichte Formen der Trance angesehen.

### Therapeutische Trance
Gelingt es einem Patienten, der sich einer Psychotherapie unterzieht, aus seinem gewohnten Bezugsrahmen und seinen Überzeugungen auszubrechen, indem er vor seinem „inneren Auge“ intensiv neue Denkmuster und Assoziationen erlebt, die ihm helfen, seine Probleme zu lösen, spricht man von einer therapeutischen Trance. Dieser Zustand hat mit den meisten anderen Formen jedoch wenig gemeinsam.

### Hypnotische Trance
Bei einer durch hypnotische Verfahren induzierten Trance entsteht eine tiefe Entspannung bei gleichzeitiger Wachheit. Die hypnotisierte Person ist weiterhin fähig, sich willentlich zu bewegen und sinnzusammenhängende Sätze zu sagen, ihre Aufmerksamkeit ist jedoch extrem eingeschränkt und auf wenige Inhalte ausgerichtet. Als Besonderheit gilt eine Wachhypnose, in der eine Person sich zwar in einem tranceähnlichen Zustand befindet und hierbei sogar ein Rapport besteht, sie aber trotzdem augenscheinlich hellwach ist. Die Person bewegt und verhält sich so, dass für ungeübte Beobachter kein Unterschied zum normalen Wachzustand erkennbar ist. Diese Form der Trance besteht unterschwellig und beeinträchtigt das Wachbewusstsein nicht.
Der österreichische Tranceforscher Giselher Guttmann stellte fest, dass im Gegensatz zu anderen Trancezuständen unter Hypnose keine signifikant verschiedene elektrische Aktivität in der Großhirnrinde stattfindet als im normalen Wachzustand.
In der Hypnose sind verschiedene Stadien der Trance bekannt: Während in leichten bis mittleren Stadien das Ich-Bewusstsein noch wach ist, ist es in einer Tieftrance aufgehoben. Das zeigt, dass Trance generell kein scharf abgrenzbares Phänomen ist, sondern die Übergänge vom normalen Wachzustand in einzelne Trancestufen fließend sind.

### Spirituelle Trance
Die Ethnologie belegt, dass Trancen, die als spirituell, rituell oder ekstatisch bezeichnet werden, in 90 Prozent aller menschlichen Kulturen zum religiösen oder therapeutischen Repertoire gehören. Bei diesen ekstatischen Trancen, die vor allem in Zusammenhang mit Schamanismus-Konzepten beschrieben werden, werden sehr real wirkende bildhafte Halluzinationen von diversen Geistwesen durch verschiedene Techniken willentlich herbeigeführt.
In vielen Religionen wird Trance als Mittel angesehen, um spirituell oder magisch mit Gott, Geistern oder anderen Wesen oder mythischen Orten in Verbindung zu treten. Dadurch sollen Botschaften oder Erkenntnisse erlangt werden, um weltliche Probleme zu lösen. In manchen Kulturen werden dazu Drogen verwendet. Fast überall werden bestimmte rituelle Körperhaltungen in Verbindung mit rhythmischen Trommel- oder Rasselklängen zur Einleitung spiritueller Trancen verwendet. Die rhythmische Anregung ist dabei eine zwingende Voraussetzung.

### Drogeninduzierte Trance
Auch in dieser durch Drogen bewirkten Form der Trance kann eine Person sich willentlich bewegen und sinnzusammenhängende Sätze wiedergeben. Oftmals kommt es in dieser Tranceform zu Halluzinationen. Ausgelöst wird die Trance durch psychoaktiv oder dissoziativ wirkende Substanzen. Darunter fallen Halluzinogene wie zum Beispiel LSD, Meskalin, Psilocybin und Psilocin. Aber auch Dissoziativa wie Ketamin oder Phencyclidin. Es existieren ebenfalls Berichte über durch Cannabis induzierte trance-artige Zustände.

### Traumatische Trance
Akute Schmerzen infolge körperlicher Verletzungen können eine Trance auslösen. Hierzu gehören auch schmerzhafte Riten wie im schiitischen Aschura und im Sonnentanz der Indianer oder ein Lustschmerz im Zusammenhang mit BDSM-Praktiken. In dieser Trance werden körpereigene Endorphine ausgeschüttet, welche die Schmerzempfindlichkeit herabsetzen und zu einem Trancezustand führen können. Eine traumatische Trance kann auch durch seelische Verletzungen hervorgerufen werden.